# Reino Tuominen
Reino Urmas Tuominen (ur. 30 marca 1935 w Kymi, ob. Kotka, zm. 27 grudnia 1974 w Karhuli, również obecnie części Kotka) – fiński zapaśnik walczący w stylu klasycznym. Olimpijczyk z Rzymu 1960, gdzie zajął siedemnaste miejsce w kategorii do 57 kg.
Odniósł kilka sukcesów na szczeblu regionalnym i w zawodach juniorów w kraju.

## Letnie Igrzyska Olimpijskie 1960
| Konkurencja          | Rundy eliminacyjne        | Rundy eliminacyjne      | Klas. końcowa |
| Konkurencja          | Przeciwnik I              | Przeciwnik II           | Miejsce       |
| -------------------- | ------------------------- | ----------------------- | ------------- |
| 57 kg styl klasyczny | Richard Debrunner (SUI) R | Bernard Knitter (POL) P | 17.           |